# Гојан
Гојан је село, област Пука, Албанија. 
Иван Јастребов је о овом селу записао да се у њему чува звоно које даје величанствен звук, а тежине је 350 фунти (око пудова) са крстом једноставне израде. На звону је била урезана година CCCCCCXXXVI. Откопано је у Мализи у Св. Петки. Тамо су тада били сви муслимани (Турци), али одлично памте да су им дједови били католици (латини). У близини тога села су му показали рушевине цркве Свете Марије недалеко од мизерне џамије. Те рушевине носе назив Симри, тј. Св. Марија. Старице посјећују те рушевине са страхопоштовањем. Постоји још црква Шин Петка - Св. Петка и Ширџ (Св. Ђорђа). 